# Montbéliard
Montbéliard (Mömpelgard en alemán) es una comuna y localidad francesa, situada en la región de Borgoña-Franco Condado, en el departamento de Doubs.

## Geografía
Montbéliard se encuentra en el noreste del Franco Condado, en la brecha de Belfort, ruta tradicional de comunicación —y de invasiones— entre los valles de la cuenca del Ródano (vía Doubs y Saona) y el Rin. Actualmente esta ruta la sigue la autoroute A36, así como el canal del Ródano al Rin. Ambas infraestructuras sirven a la ciudad.
El río Doubs pasa por la aglomeración, pero no por la propia ciudad.
Es el centro de una aglomeración urbana (agglomération urbaine) de 113 059 habitantes y, con su vecina Belfort, forma la mayor área urbana (aire urbaine) de la región, con 285 026 habitantes (censo de 1999).

## Demografía
| 3 428 | 3 693 | 3 592 | 4 485 | 5 789 | 5 133 | 5 829 | 6 144 | 5 852 | 6 353 | 6 484 | 6 509 | 8 938 | 8 784 | 9 531 | 9 561 | 9 799 | 10 034 | 10 455 | 10 392 | 10 063 | 10 292 | 12 767 | 14 217 | 14 301 | 17 023 | 21 699 | 23 908 | 30 425 | 31 836 | 29 005 | 27 570 | 26 392 |
| Para los censos de 1962 a 1999 la población legal corresponde a la población sin duplicidades (Fuente: INSEE [Consultar]) |       |       |       |       |       |       |       |       |       |       |       |       |       |       |       |       |        |        |        |        |        |        |        |        |        |        |        |        |        |        |        |        |

## Administración
| periodo                             | nombre            | partido | cargo |
| ----------------------------------- | ----------------- | ------- | ----- |
| 1959-1965                           | J-Pierre Tuefferd |         |       |
| 1965-1978                           | André Boulloche   | PS      |       |
| 1978-1989                           | André Lang        | PS      |       |
| 1989-2008                           | Louis Souvet      | UMP     |       |
| 2008-?                              | Jacques Hélias    | PS      |       |
| Se desconocen los datos anteriores. |                   |         |       |

Tanto la comuna de Montbéliard como la Communauté d'agglomération du Pays de Montbéliard son miembros del syndicat mixte del aire urbaine Belfort-Montbéliard-Héricourt-Delle.
La Communauté d'agglomération du Pays de Montbéliard se encarga de numerosas tareas que normalmente se consideran municipales: vivienda, desarrollo urbano, impuestos industriales, turismo. Agrupa a más 125 000 habitantes.

## Economía
- Industria del automóvil (factorías Peugeot, establecidas en 1910)
- Otras industrias del metal.
- En Montbéliard se publica Le Quinson, el único periódico de periodicidad centenaria del mundo. El n.º 1 salió en junio de 1911 y el n.º 2 ha salido en junio de 2011.

## Deportes
FC Sochaux-Montbéliard es el club de fútbol de la ciudad y participa en la tercera división del fútbol francés, el Championnat National. Disputa sus encuentros de local en el Stade Auguste Bonal cuyo aforo es de 20 000 espectadores.